# Гніздо

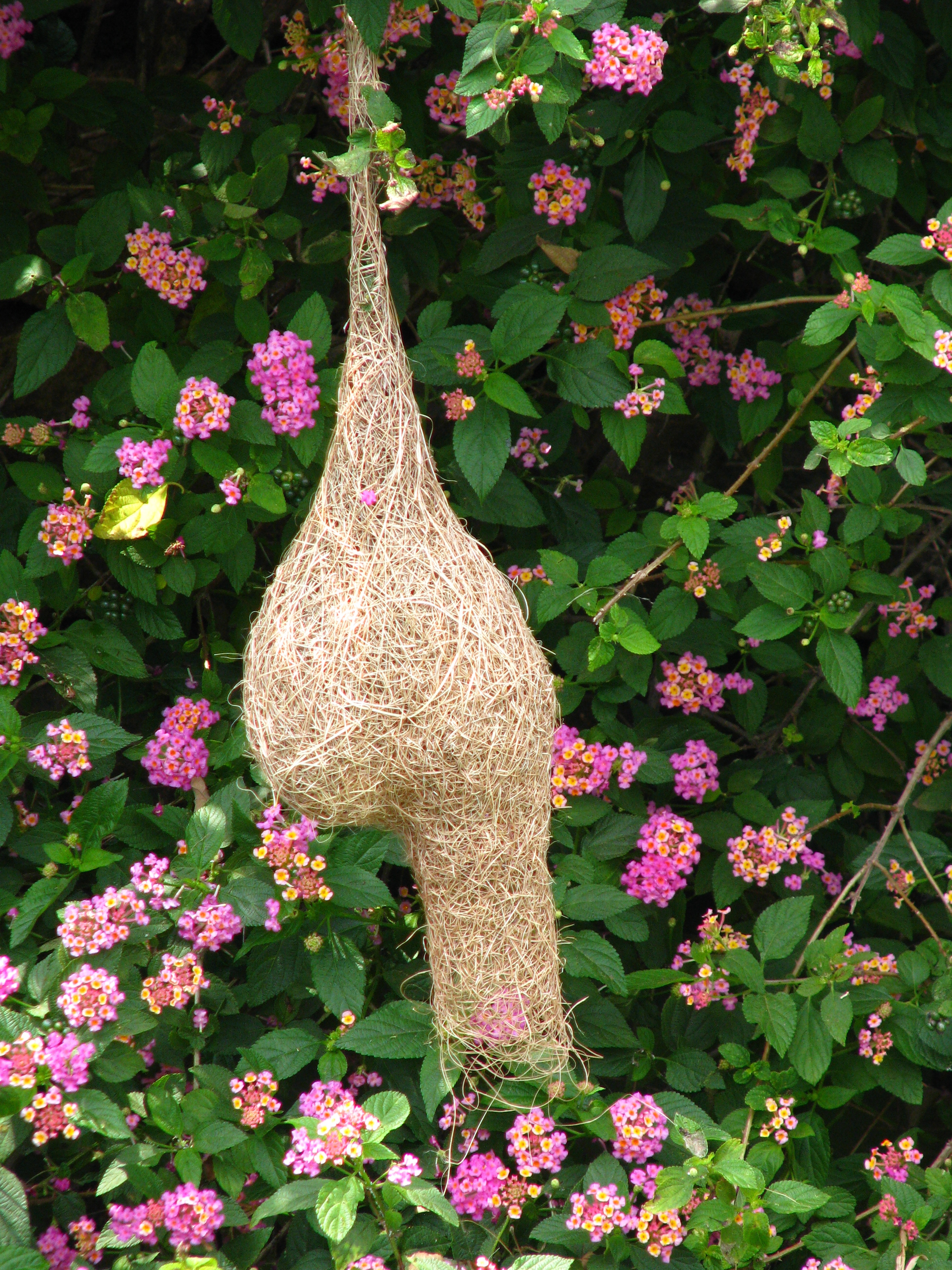
Пташине гніздо

Гніздо́ або кубло́ (друге слово означає переважно вирите в землі) — споруда, яку будують різні види тварин (у членистоногих, риб, жаб, птахів і рептилій), для проживання, сну, висиджування яєць та вигодовування потомства. Гнізда також будували динозаври. Форми, розміри гнізда відрізняються залежно від виду тварини, яка його будує. Зазвичай гніздо будують з органічних речовин, таких як листя, кора дерева, солома, глина. Гнізда хижих птахів часто розташовані у важкодоступних місцях.

## Галерея

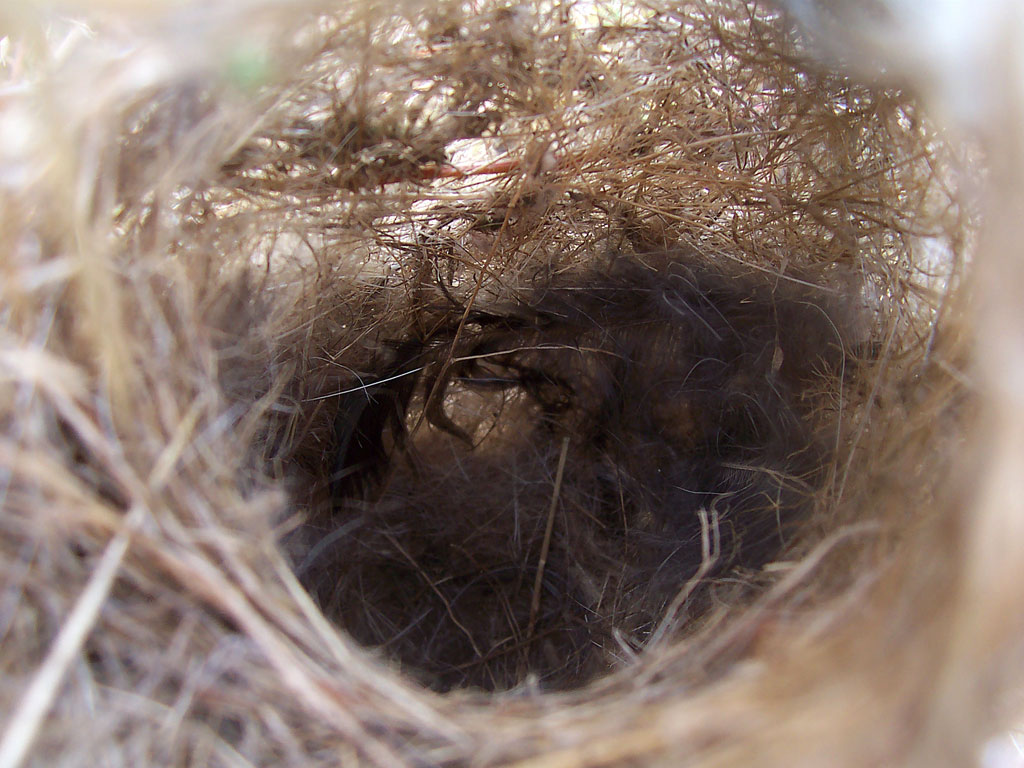
Вигляд гнізда птаха з середини
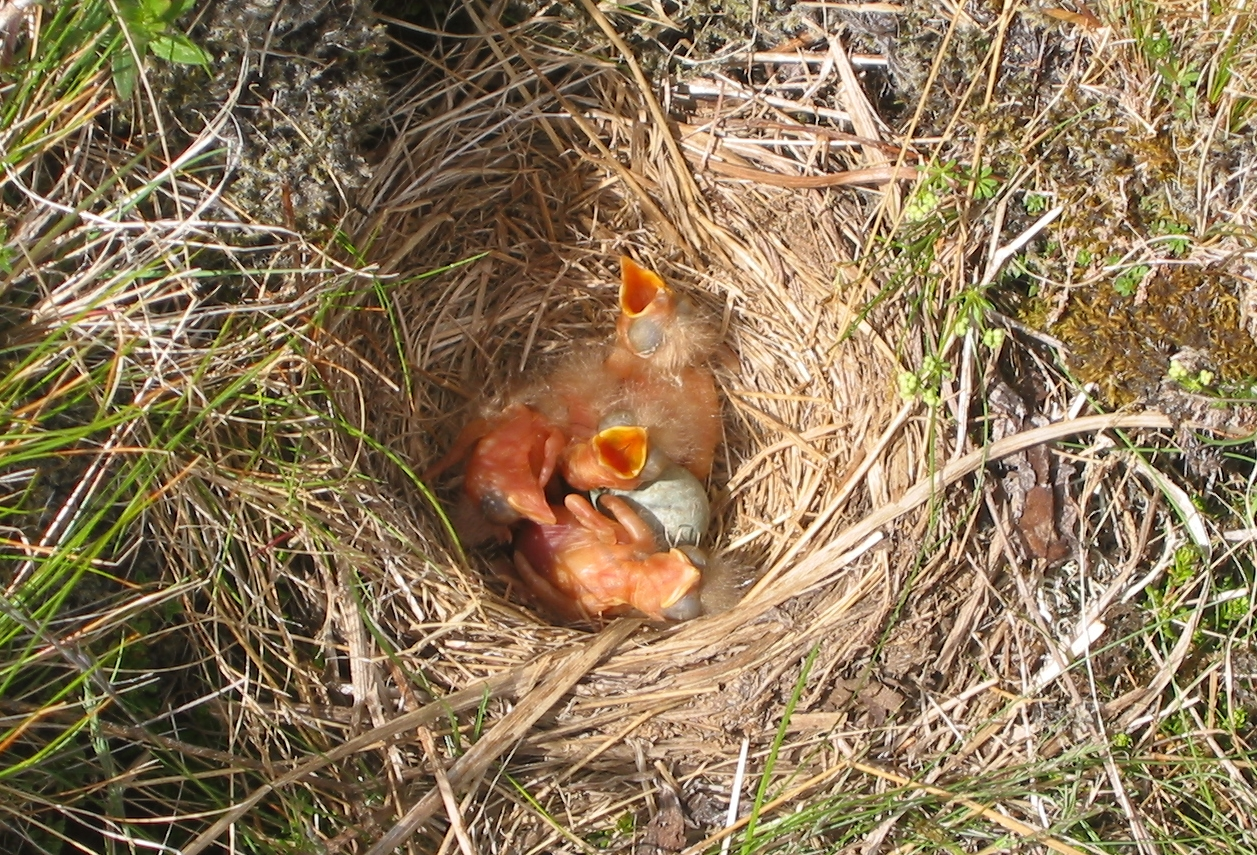
Гніздо птаха, побудоване на землі
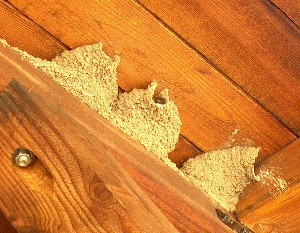
Гнізда з глини побудовані ластівками
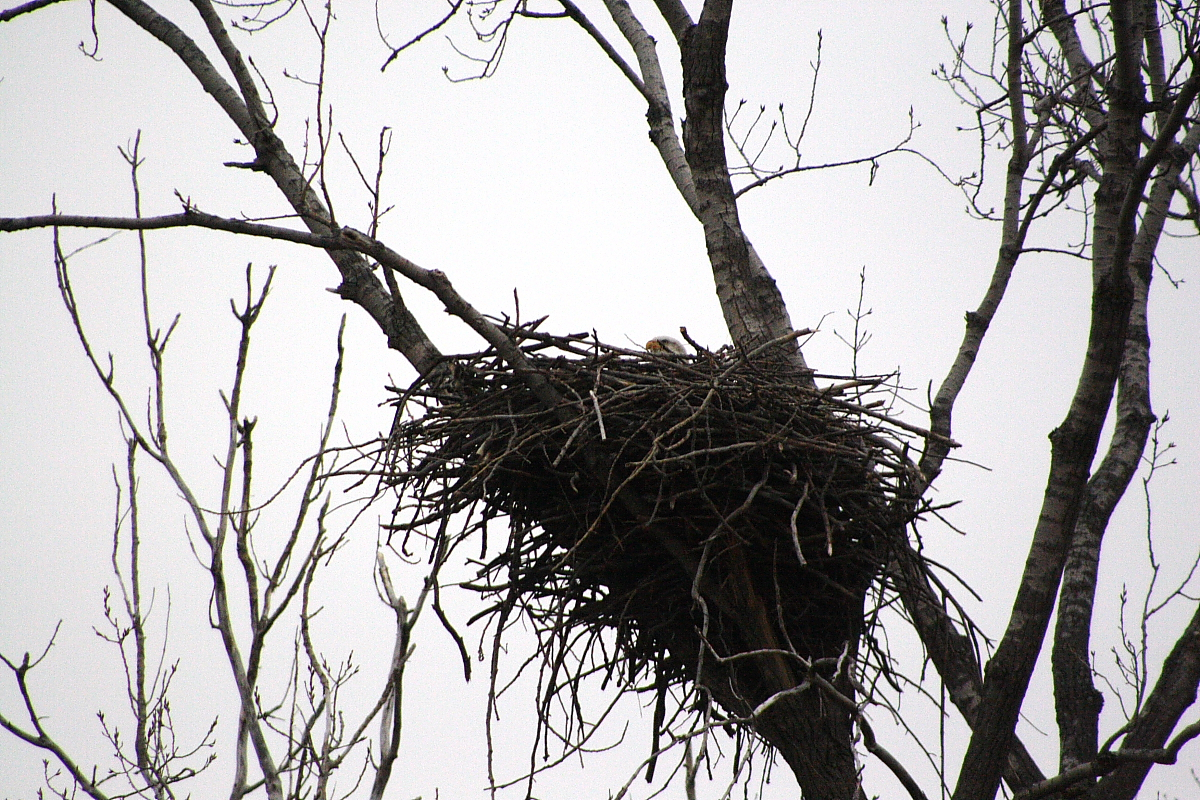
Гніздо білоголового орлана
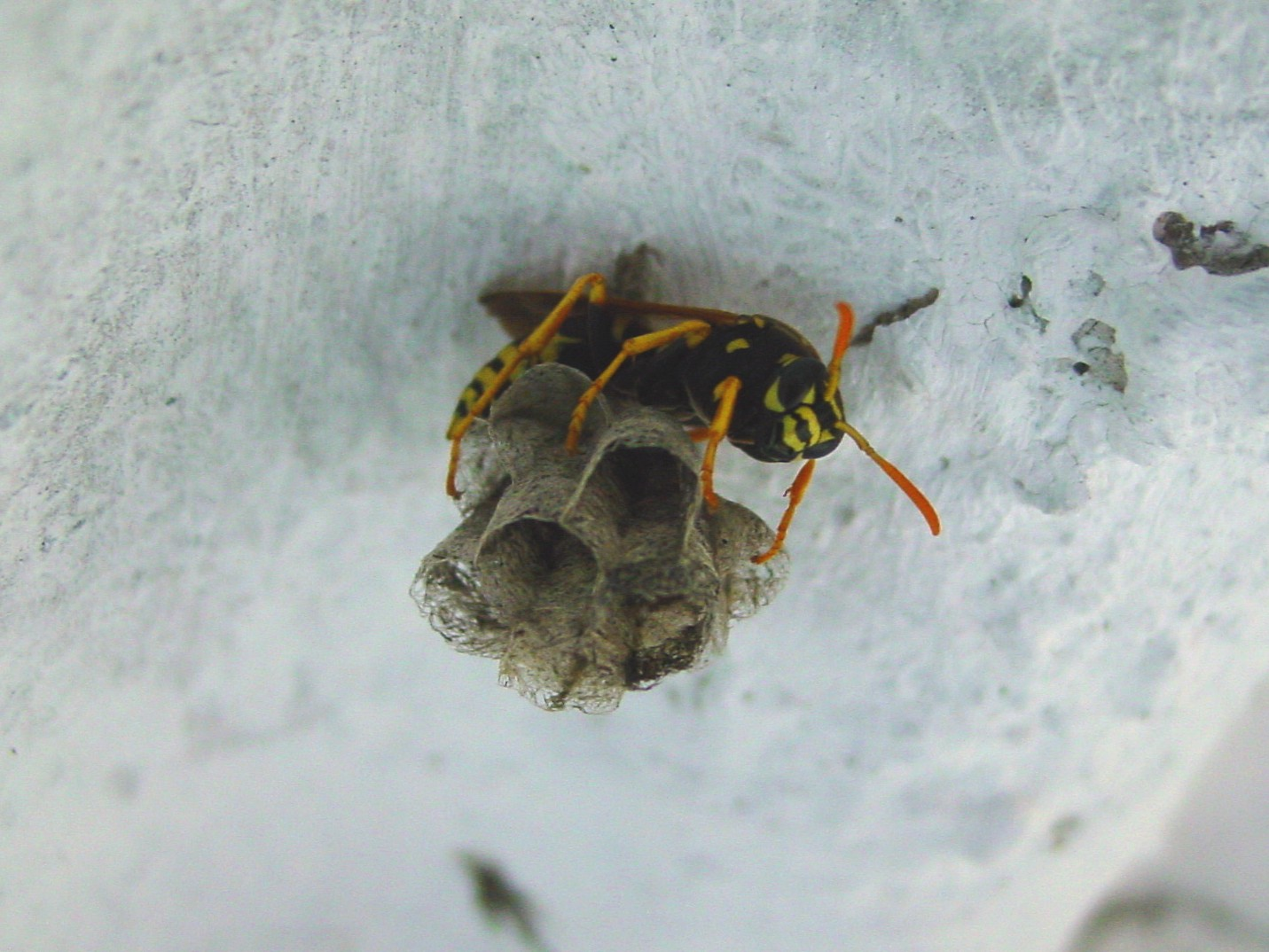
Оса починає будувати гніздо
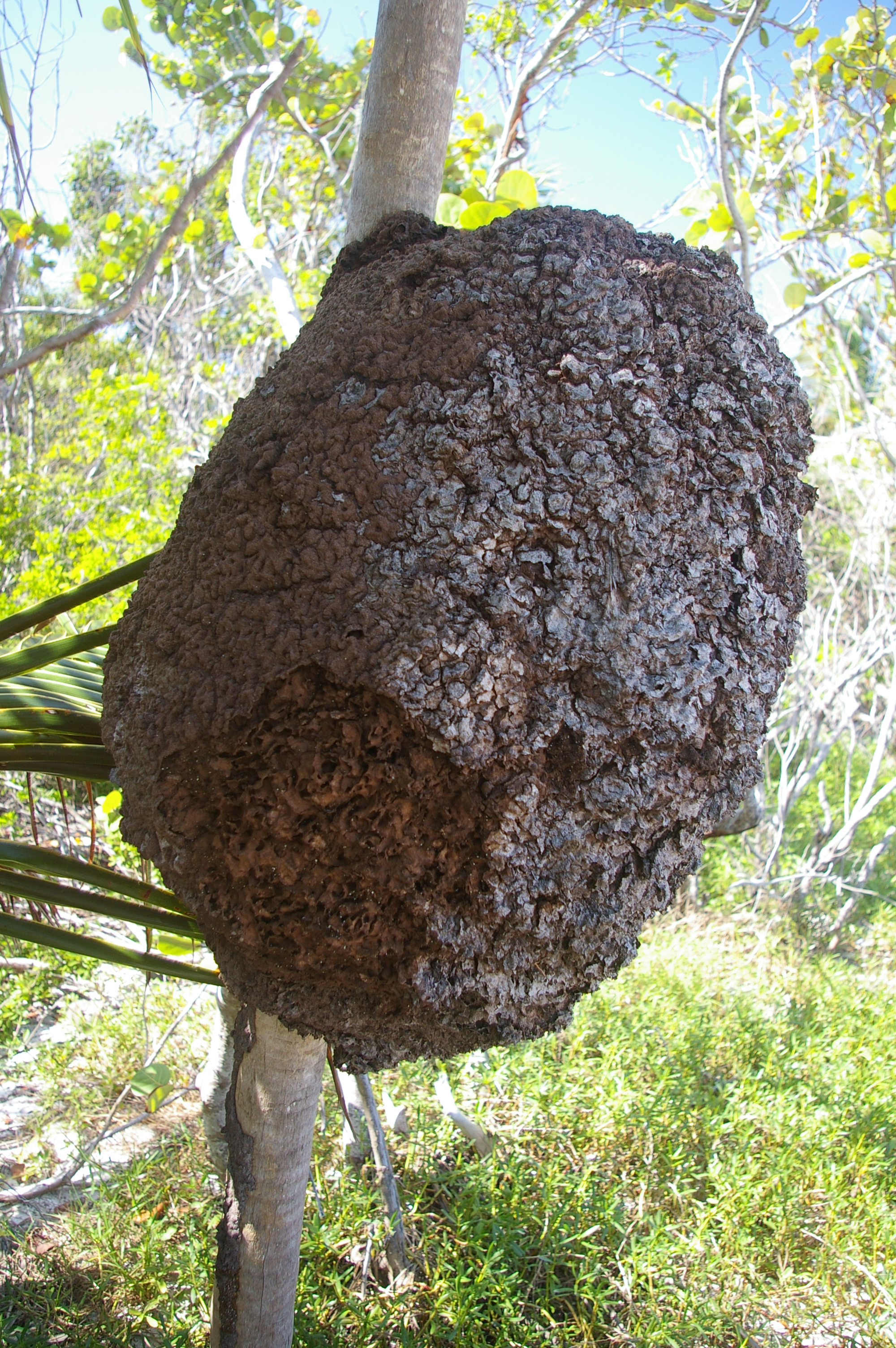
Гніздо термітів, Мексика

## Виноски
1. ↑  Кубло // Словник української мови : в 11 т. — Київ : Наукова думка, 1970—1980.